# 파 크라이 5
《파 크라이 5》(Far Cry 5)는 유비소프트 몬트리올과 유비소프트 토론토가 개발하고 유비소프트가 배급한 2018년 1인칭 슈팅 게임이다. 2014년 파 크라이 4의 후속 작품이며 파 크라이 시리즈 가운데 15번째 메인 게임이다.
이 게임의 배경은 미국 몬태나주의 가공의 지역 호프 카운티(Hope County)이다.
2017년 초에 발표되었으며 파 크라이 5의 게임은 규모가 큰 편이다. 팀은 미국 지역을 배경으로 설정하기 전에 여러 콘셉트를 탐구하였다. 이 게임은 냉전, 9.11 테러 등 현대사의 여러 정치사회적 사건들에 영향을 받았다. 개발팀은 사건 이후 실의에 빠진 사회적 풍토를 포착하고 게임의 목적을 변경하는데 노력을 기울였다. 유비소프트가 단독으로 개발하고 배급한 이 게임의 다인용 모드는 회사 내부에서 직접 개발되었으며 이 까닭에 이 기업의 전 세계 스튜디오들은 파 크라이 5에 좀 더 창의적인 부분을 도입할 수 있었다. 이 게임은 마이크로소프트 윈도우, 플레이스테이션 4, 엑스박스 원을 대상으로 2018년 3월 출시되었다.

## 게임플레이
전작과 비슷하게 파 크라이 5는 플레이어가 발로 또는 여러 차량으로 이용하여 자유로이 탐험할 수 있는 오픈 월드 환경을 배경으로 하는 액션 어드벤처 1인칭 슈팅 게임이다. 플레이어가 이미 정해진 캐릭터의 역할을 취하는 시리즈의 이전 타이틀들과는 달리 이 게임은 플레이어에게 캐릭터의 모습을 커스터마이즈할 수 있는 기회를 제공한다.

## 평가
메타크리틱에서 총합평되기로는 '대체적 호평'이었다.
IGN의 데이먼 햇필드는 8.9점을 꼬는다. 평가를 일러보면 "《파 크라이 5》는 개판을 쳐놓기에 안성맞춤의 모든 질료들을 갖다 놓은, 또 한번의 널따란 운동장이라고 하겠다―적들이며 아군이며 성질머리 괴팍한 야생동물하며 산더미같은 폭발물까지며 고루 갖춘."이라고. 폴리곤은 6.5점을 꼬는다. 평하기로는 "이다지도 어수룩한 이야기에 무미무취한 등장인물로써 《파 크라이 5》가 나왔음에 애석함을 감출 수 없다. 파 크라이 시리즈의 자랑이라고 할 오픈월드는 정말로 잘 만들어진 것을." 했다.
본작의 엔딩같은 경우에는 무엇보다 훼예가 극렬하다. 플레이어가 종점에 가서 '저항하다'를 선택하면 몇 개의 핵폭탄이 터져오르면서 인류 문명은 산산조각이 나는데 이것은 유비소프트 공인의 정사로서 되어 있다. 플레이어의 지금까지의 결정들을 모조리 무의미하게 만들어 버리는 엔딩이라고 평론가들에도 평이 좋지 않다.

### 내용주
1. ↑  Additional work by Ubisoft Shanghai, Ubisoft Kiev, Ubisoft Pune and Ubisoft Reflections.

### 참조주
1. ↑  Bell, Alice (2017년 5월 26일). “You get to customise your protagonist in Far Cry 5”. 《VideoGamer.com》. 2017년 5월 26일에 확인함.
2. ↑  Robinson, Martin (2017년 5월 26일). “Far Cry 5 introduces airplanes, muscle cars and far-right fanatics”. 《유로게이머》. 2017년 5월 26일에 확인함.
3. 1 2  “Far Cry 5 for PC Reviews”. 《메타크리틱》. 2018년 4월 10일에 확인함.
4. 1 2  “Far Cry 5 for PlayStation 4 Reviews”. 《메타크리틱》. 2018년 4월 10일에 확인함.
5. 1 2  “Far Cry 5 for Xbox One Reviews”. 《메타크리틱》. 2018년 4월 10일에 확인함.
6. ↑  Porreca, Ray (2018년 3월 26일). “Review: Far Cry 5”. 《디스트럭토이드》. 2018년 3월 26일에 원본 문서에서 보존된 문서. 2018년 3월 26일에 확인함.
7. ↑  “Far Cry 5”. 《Edge》. 319호 (퓨처 (기업)). June 2018. 112–3쪽.
8. ↑  Plessas, Nick (2018년 3월 27일). “Far Cry 5 review”. 《EGMNow》. 2018년 3월 28일에 확인함.
9. ↑  Cork, Jeff (2018년 3월 26일). “Big Sigh Country - Far Cry 5 - PlayStation 4”. 《게임 인포머》. 2018년 3월 27일에 원본 문서에서 보존된 문서. 2018년 3월 26일에 확인함.
10. ↑  Faulkner, Jason (2018년 3월 26일). “Far Cry 5 Review - Welcome to No Hope County (PS4)”. 《Game Revolution》. 2018년 3월 26일에 확인함.
11. ↑  Tran, Edmond (2018년 4월 8일). “Far Cry 5 Review: Rocky Mountain High”. 《게임스팟》. CBS 인터랙티브. 2018년 4월 8일에 확인함.
12. ↑  Hurley, Leon (2018년 3월 26일). “Far Cry 5 review”. 《GamesRadar+》. 2018년 3월 26일에 확인함.
13. ↑  Gerstmann, Jeff (2018년 3월 26일). “Far Cry 5 Review”. 《자이언트 밤》. 2018년 3월 28일에 확인함.
14. 1 2  Hatfield, Daemon (2018년 3월 27일). “Far Cry 5 review”. 《IGN》. 2018년 3월 28일에 확인함.
15. 1 2  Kuchera, Ben (2018년 3월 26일). “Far Cry 5 review”. 《Polygon》. en:Vox Media. 2018년 3월 28일에 확인함.
16. ↑  Tassi, Paul (2018년 4월 5일). “We Have To Talk About Far Cry 5's Insane And Explosive Ending(s)”. 《Forbes》. 2018년 4월 8일에 확인함.
17. ↑  Frushtick, Ryan (2018년 4월 2일). “Let's Talk About the Ending of Far Cry 5”. 《Polygon》. Vox Media. 2018년 4월 8일에 확인함.